# Hidrogenfosfat de sodi
L'hidrogenfosfat de sodi és un compost inorgànic, una sal, constituïda per cations sodi (1+) {\displaystyle {\ce {Na+}}} i anions hidrogenfosfat {\displaystyle {\ce {HPO4^2-}}}, la qual fórmula química és {\displaystyle {\ce {Na2HPO4}}}. S'empra com additiu alimentari amb el codi E339ii, amb la funció de regulador de l'acidesa.

## Propietats

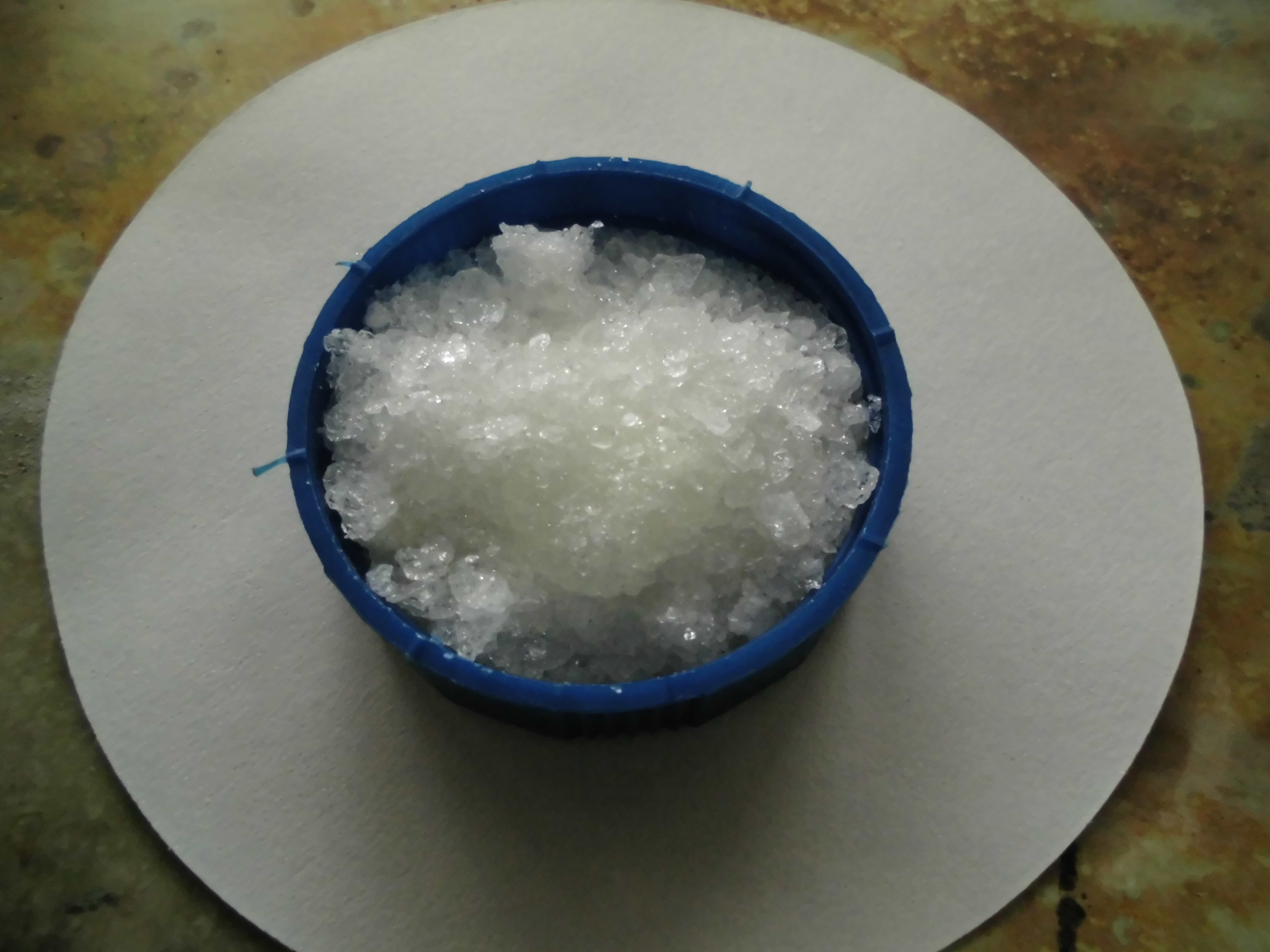
Hidrogenfosfat de sodi—(aigua 1/12) Na2HPO4*12H2O

L'hidrogenfosfat de sodi anhidre és una pols blanca, higroscòpica, inodora. Les formes hidratades disponibles inclouen el dihidrat {\displaystyle {\ce {Na2HPO4*2H2O}}}: un sòlid cristal·lí blanc i sense olor; l'heptahidrat {\displaystyle {\ce {Na2HPO4*7H2O}}}: cristalls blancs, inodors, eflorescents o granulats; i el dodecahidrat {\displaystyle {\ce {Na2HPO4*12H2O}}}: pols o cristalls blancs, eflorescents, inodors. La densitat de l'anhidre és aproximadament 1,7 g/cm³. La solubilitat en aigua és 7,7 g en 100 g d'aigua a 20 °C i de 11,8 g en 100 g d'aigua a 25 °C.
En dissolució aquosa s'hidrolitza i l'anió hidrogenfosfat es comporta com una base feble, donant dissolucions amb pH entre 8,00 i 11,0. La reacció és:
{\displaystyle {\ce {HPO4^2- + H2O <=> H2PO4- + OH-}}}
Si s'escalfa dona difosfat de sodi:
{\displaystyle {\ce {2HNa2PO4 -> Na4P2O7 + H2O}}}

## Obtenció
No existeix de manera natural. A la indústria s'obté per reacció de l'àcid fosfòric {\displaystyle {\ce {H3PO4}}} amb hidròxid de sodi {\displaystyle {\ce {NaOH}}} segons la reacció de neutralització:
{\displaystyle {\ce {H3PO4 + 2NaOH -> Na2HPO4 + 2H2O}}}

## Aplicacions

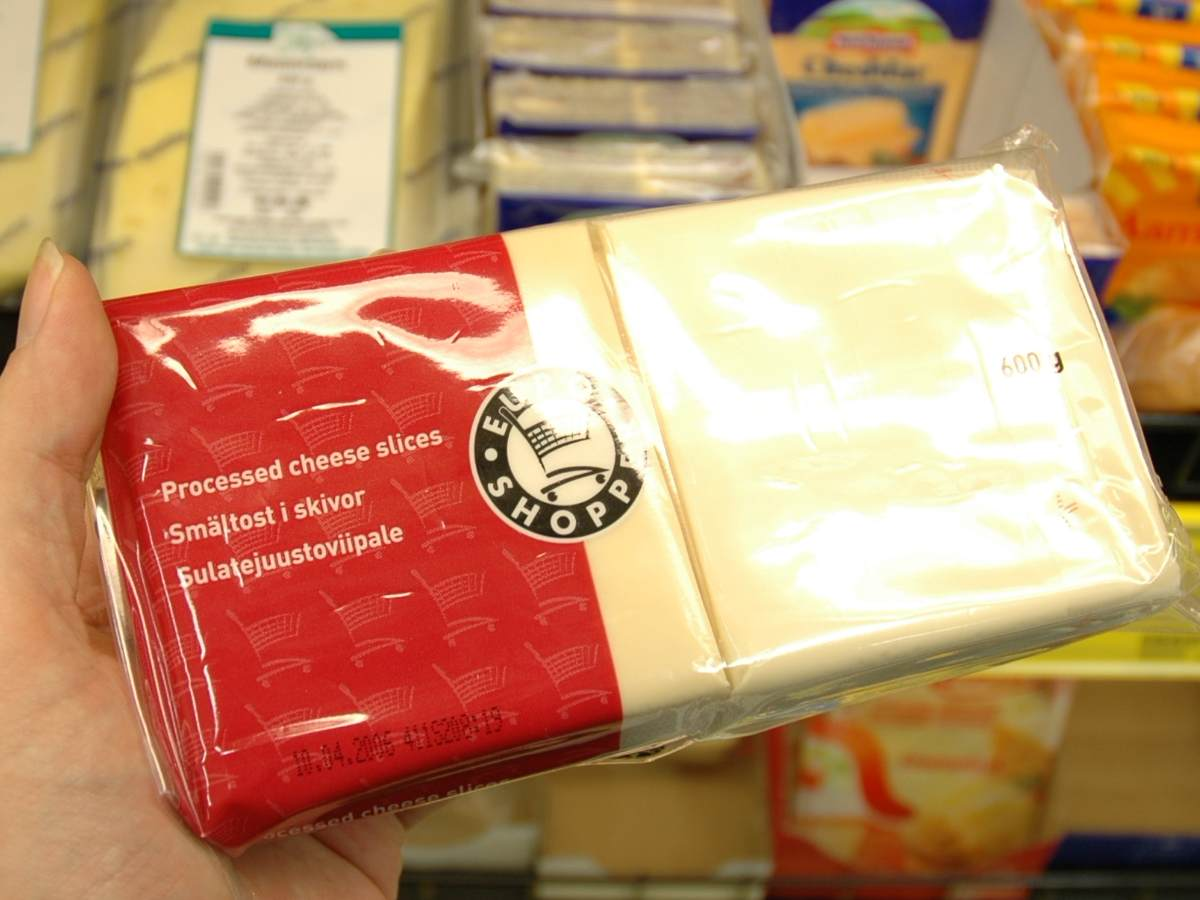
Formatge processat

L'hidrogenfosfat de sodi s'utilitza en la indústria de l'alimentació amb el codi E339ii com a agent suavitzant en la producció de formatges, com estabilitzant i regulador de l'acidesa en aliments com llet, begudes de soia, d'ametles, nata, en productes de pastisseria, etc.
També s'empra en esmalts i esmalts ceràmics, en el bronzejat de cuir, en la fabricació de colorants, com a inhibidor de la corrosió en el tractament de l'aigua.